# Pyrostria cochinchinensis
Pyrostria cochinchinensis är en måreväxtart som först beskrevs av Jean Baptiste Louis Pierre och Charles-Joseph Marie Pitard, och fick sitt nu gällande namn av Utteridge och Aaron Paul Davis. Pyrostria cochinchinensis ingår i släktet Pyrostria och familjen måreväxter. Inga underarter finns listade i Catalogue of Life.